# Tharra caledoniensis
Tharra caledoniensis är en insektsart som beskrevs av Nielson 1975. Tharra caledoniensis ingår i släktet Tharra och familjen dvärgstritar. Inga underarter finns listade i Catalogue of Life.